# 藤田聡 (サッカー選手)
藤田 聡（ふじた さとし、1976年9月23日 - ）は、兵庫県出身の元サッカー選手、サッカー指導者。

## 経歴
徳島市立高等学校時代には高校総体優勝を経験。U-17日本代表では左ウイングとしてプレーし、中田英寿、財前宣之、宮本恒靖、松田直樹らと共に1993 FIFA U-17世界選手権に出場した。高校卒業後、同志社大学に進学。100メートル11秒台の快足を武器とした。
大学在学中の1999年にガンバ大阪に加入。しかし公式戦出場のないまま1年間で戦力外となる。
翌年からは大学に復学し、卒業までアルバイトで地元の中学サッカー部でコーチを経験。大学卒業後、一旦は機械メーカーに就職するが、再びサッカーに関わる仕事に就きたいと考え、Jリーグキャリアサポートセンターに紹介されたヴィッセル神戸ジュニアユースのアシスタントコーチをしつつ教員免許を取得。太成学院大学中学・高校で教師をしながらサッカー部の指導、布部陽功が主宰するNUNOサッカースクールのコーチなどを経て、2008年より再びヴィッセル神戸に在籍し、スクールコーチ、伊丹U-15監督を務める。

## 所属クラブ
- 1992年-1994年 徳島市立高等学校
- 1995年-1998年 同志社大学
- 1999年 ガンバ大阪

## 個人成績
| 国内大会個人成績 | 国内大会個人成績 | 国内大会個人成績 | 国内大会個人成績 | 国内大会個人成績 | 国内大会個人成績 | 国内大会個人成績 | 国内大会個人成績 | 国内大会個人成績 | 国内大会個人成績 | 国内大会個人成績 | 国内大会個人成績 |
| 年度             | クラブ           | 背番号           | リーグ           | リーグ戦         | リーグ戦         | リーグ杯         | リーグ杯         | オープン杯       | オープン杯       | 期間通算         | 期間通算         |
| 年度             | クラブ           | 背番号           | リーグ           | 出場             | 得点             | 出場             | 得点             | 出場             | 得点             | 出場             | 得点             |
| 日本             | 日本             | 日本             | 日本             | リーグ戦         | リーグ戦         | リーグ杯         | リーグ杯         | 天皇杯           | 天皇杯           | 期間通算         | 期間通算         |
| ---------------- | ---------------- | ---------------- | ---------------- | ---------------- | ---------------- | ---------------- | ---------------- | ---------------- | ---------------- | ---------------- | ---------------- |
| 1999             | G大阪            | 26               | J1               | 0                | 0                | 0                | 0                | 0                | 0                | 0                | 0                |
| 通算             | 日本             | 日本             | J1               | 0                | 0                | 0                | 0                | 0                | 0                | 0                | 0                |
| 総通算           | 総通算           | 総通算           | 総通算           | 0                | 0                | 0                | 0                | 0                | 0                | 0                | 0                |

## 主な大会出場・代表歴
- 1992年 全国高校総体 優勝
- 1993年 FIFA U-17世界選手権 ベスト8

## 指導歴
- 2000年 4月 - 2002年 3月 塚口中学校サッカー部
- 2004年 6月 - 2005年 2月 ヴィッセル神戸ジュニアユース
- 2005年 3月 - 2007年 3月 太成学院大学高等学校サッカー部
- 2006年 4月 - 2007年 5月 垂水スポーツガーデンサッカースクール
- 2006年 4月 - 2007年12月 NUNOサッカースクール
- 2007年10月 - ア・センブレッジフットサルクラブ
- 2007年10月 - 盾津東FC
- 2008年 - ヴィッセル神戸 サッカースクール チーフスクールコーチ
- ヴィッセル神戸 伊丹U-15監督